# Элек, Илона
Илона Элек (венг. Elek Ilona; 17 мая 1907 — 24 июля 1988, также известная как Каролин Шахерер и Ласлон Хепп) — венгерская фехтовальщица на рапирах еврейского происхождения, двукратная олимпийская чемпионка и многократная чемпионка мира. Одна из немногих спортсменов, выигравших олимпийское золото и до, и после Второй мировой войны.
Старшая сестра многократной чемпионки мира по фехтованию Маргит Элек (1910—1986).
Илона Элек родилась в 1907 году в Будапеште. В 1933 году выиграла чемпионат мира в командном зачёте, в 1934 и 1935 годах выиграла чемпионаты мира в личном и командном первенствах. В 1936 году на Олимпийских играх в Берлине завоевала золотую медаль. В 1937 году вновь стала чемпионкой мира.
Когда после Второй мировой войны возобновились спортивные состязания, Илона Элек вновь начала занимать высшие ступеньки пьедесталов. В 1948 году в возрасте 41 года она завоевала золотую медаль на Олимпийских играх в Лондоне, в 1952 году, в возрасте 45 лет — серебряную медаль Олимпийских игр в Хельсинки. При этом в Хельсинки до финала Элек не проиграла ни одного боя. Но в финальной группе Элек проиграла два боя, и в дополнительном бою за золото неожиданно уступила 26-летней итальянке Ирене Камбер-Корно (3-4), на счету которой не было ни одной личной награды чемпионатов мира. 
С 1951 по 1955 годы Элек ежегодно выигрывала чемпионаты мира. Последнюю медаль на чемпионатах мира выиграла в 1956 году в возрасте 49 лет.